# L'Isle-Jourdain, Gers
L'Isle-Jourdain är en kommun i departementet Gers i regionen Occitanien i sydvästra Frankrike. Kommunen ligger i kantonen L'Isle-Jourdain som tillhör arrondissementet Auch. År 2022 hade L'Isle-Jourdain 9 499 invånare.

## Befolkningsutveckling
Antalet invånare i kommunen L'Isle-Jourdain
Referens:INSEE